# Біллі Джин Кінг
Біллі Джин Кінг (англ. Billie Jean King, при народженні Моффітт (Moffitt); нар. 22 листопада 1943) — американська тенісистка, тенісна функціонерка та феміністка. 39-разова чемпіонка турнірів Великого шолома в одиночному, парному й змішаному розрядах, володарка кар'єрного Великого шолома в одиночній грі та в міксті, неофіційна перша ракетка світу. Виграла знаменитий матч Боббі Ріггсом, який називали битвою статей.
За свою кар'єру Біллі Джин виграла 12 турнірів Великого шолома в одиночному розряді, 16 у парному розряді та 11 у міксті. Вона також багато разів вигравала Кубок Федерації зі збірною США як гравець і як капітан.
Засновниця Жіночої тенісної асоціації (WTA) і вважається її засновницею. З початком відкритої ери, в 1972 році, тенісисти-чоловіки утворили свою організацію — Асоціацію тенісистів-професіоналів (ATP), куди жінок не прийняли. Тоді Кінг виступила ініціаторкою відповідної жіночої організації, що стала б проводити свої турніри для жінок. Так виникла WTA.
Також засновниця Фундації жіночого спорту і власниця компанії Світовий командний теніс.

## Особисте життя
Лесбійка. 18 жовтня 2018 року Кінг одружилася на південоафриканській тенісистці Ілані Клосс. Церемонію провів колишній мер Нью-Йорка Девід Дінкінс. Станом на 2021 рік Кінг і Клосс були разом понад 40 років.

## Статистика

### Фінали турнірів Великого шолома: 18 (12 титулів)
| Результат | Рік  | Турнір                  | Поверхня | Супротивниця         | Рахунок       |
| --------- | ---- | ----------------------- | -------- | -------------------- | ------------- |
| Поразка   | 1963 | Wimbledon               | Трава    | Маргарет Корт        | 6–3, 6–4      |
| Поразка   | 1965 | Чемпіонат США           | Трава    | Маргарет Корт        | 8–6, 7–5      |
| Перемога  | 1966 | Wimbledon (1)           | Трава    | Марія Буено          | 6–3, 3–6, 6–1 |
| Перемога  | 1967 | Wimbledon (2)           | Трава    | Енн Гейдон-Джонс     | 6–3, 6–4      |
| Перемога  | 1967 | Чемпіонат США (1)       | Трава    | Енн Гейдон-Джонс     | 11–9, 6–4     |
| Перемога  | 1968 | Чемпіонат Австралії (1) | Трава    | Маргарет Корт        | 6–1, 6–2      |
| Перемога  | 1968 | Wimbledon (3)           | Трава    | Джуді Тегарт Дальтон | 9–7, 7–5      |
| Поразка   | 1968 | US Open                 | Трава    | Вірджинія Вейд       | 6–4, 6–2      |
| Поразка   | 1969 | Australian Open         | Трава    | Маргарет Корт        | 6–4, 6–1      |
| Поразка   | 1969 | Wimbledon               | Трава    | Енн Гейдон-Джонс     | 3–6, 6–3, 6–2 |
| Поразка   | 1970 | Wimbledon               | Трава    | Маргарет Корт        | 14–12, 11–9   |
| Перемога  | 1971 | US Open (2)             | Трава    | Розмарі Касалс       | 6–4, 7–6      |
| Перемога  | 1972 | French Open             | Ґрунт    | Івонн Гулагонг       | 6–3, 6–3      |
| Перемога  | 1972 | Wimbledon (4)           | Трава    | Івонн Гулагонг       | 6–3, 6–3      |
| Перемога  | 1972 | US Open (3)             | Трава    | Керрі Мелвілл Рід    | 6–3, 7–5      |
| Перемога  | 1973 | Wimbledon (5)           | Трава    | Кріс Еверт           | 6–0, 7–5      |
| Перемога  | 1974 | US Open (4)             | Трава    | Івонн Гулагонг       | 3–6, 6–3, 7–5 |
| Перемога  | 1975 | Wimbledon (6)           | Трава    | Івонн Гулагонг Коулі | 6–0, 6–1      |

### Історія виступів у турнірах Великого шолома

#### Одиночний розряд
| Турнір          | '59   | '60   | '61   | '62   | '63   | '64   | '65   | '66   | '67   | '68   | '69   | '70   | '71   | '72   | '73   | '74   | '75   | '76   | '77   | '78   | '79   | '80   | '81   | '82   | '83   | '84   | Усп     | В–П    |
| --------------- | ----- | ----- | ----- | ----- | ----- | ----- | ----- | ----- | ----- | ----- | ----- | ----- | ----- | ----- | ----- | ----- | ----- | ----- | ----- | ----- | ----- | ----- | ----- | ----- | ----- | ----- | ------- | ------ |
| Australian Open | A     | A     | A     | A     | A     | A     | ПФ    | A     | A     | П     | Ф     | A     | A     | A     | A     | A     | A     | A     | A/A   | A     | A     | A     | A     | ЧФ    | 2к    | A     | 1 / 5   | 16–4   |
| French Open     | A     | A     | A     | A     | A     | A     | A     | A     | ЧФ    | ПФ    | ПФ    | ЧФ    | A     | П     | A     | A     | A     | A     | A     | A     | A     | ЧФ    | A     | 3к    | A     | A     | 1 / 7   | 21–6   |
| Wimbledon       | A     | A     | 2к    | ЧФ    | Ф     | ПФ    | ПФ    | П     | П     | П     | Ф     | Ф     | ПФ    | П     | П     | ЧФ    | П     | A     | ЧФ    | ЧФ    | ЧФ    | ЧФ    | A     | ПФ    | ПФ    | A     | 6 / 21  | 95–15  |
| US Open         | 1R    | 3R    | 2R    | 1R    | 4R    | QF    | F     | 2R    | W     | F     | QF    | A     | W     | W     | 3R    | W     | A     | A     | ЧФ    | A     | SF    | A     | A     | 1к    | A     | A     | 4 / 18  | 63–14  |
| SR              | 0 / 1 | 0 / 1 | 0 / 2 | 0 / 2 | 0 / 2 | 0 / 2 | 0 / 3 | 1 / 2 | 2 / 3 | 2 / 4 | 0 / 4 | 0 / 2 | 1 / 2 | 3 / 3 | 1 / 2 | 1 / 2 | 1 / 1 | 0 / 0 | 0 / 2 | 0 / 1 | 0 / 2 | 0 / 2 | 0 / 0 | 0 / 4 | 0 / 2 | 0 / 0 | 12 / 51 | 195–39 |

- Усп = кількість перемог у турнірі на кількість разів, тенісистка брала в ному участь
- Примітка: Australian Open у 1977 проводився двічі, в січні й грудні.